# Helena Pilejczyk

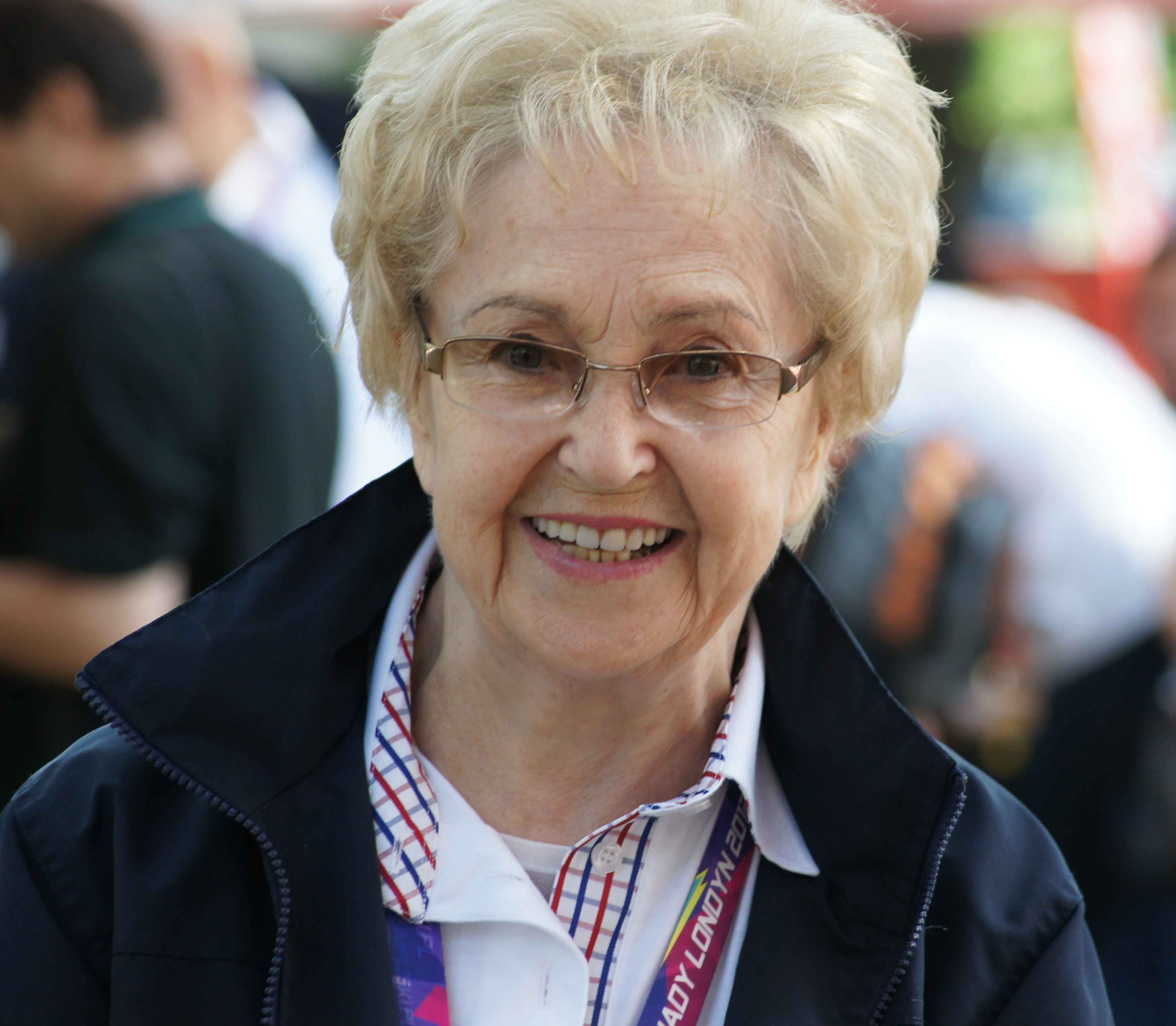

Helena Pilejczyk, född 1 april 1931 i Zieluń i Masoviens vojvodskap, död 12 november 2023 i Elbląg i Ermland-Masuriens vojvodskap, var en polsk skridskolöpare.
Pilejczyk blev olympisk bronsmedaljör på 1 500 meter vid vinterspelen 1960 i Squaw Valley.